# نادى كرة القدم النسائى ايستوديانتس دى هويلفا
كان نادى كرى القدم النسائى ايستوديانتس دى هويلفا فريق كرة قدم نسائى في هويلفا، اسبانيا.
انشأت عام 1998 وتم حلها عام 2006. عضو مؤسس لدورى السوبر النسائى الجديد لعام 2001, كان أول نادى نسائى في مدينة هويلفا حتى اختفائه. كان أكبر نجاحه هو الوصول إلى نهائى كوبا دى لارينا لكرة القدم عام 2003, والذى خسره أمام مركز الرياضات في نادى ساباديل لكرة القدم.
انسحب ايستوديانتس بعد ثلاث سنوات من الانهيار المالى. وحل محله ريال سوسيداد دى فوتبول في دورى السوبر بينما أصبح نادى سبورتنج دى هويلفا الفريق الاول في هويلفا.

## مواسم
| مواسم   | قسم   | موقع | كأس ملكة كرة القدم |
| ------- | ----- | ---- | ------------------ |
| 1998-99 | الأول | 3    |                    |
| 1999-00 | الأول | 3    | الجولة الأولى      |
| 2000-01 | الأول | 4    |                    |
| 2001-02 | الأول | 5    | الدور ربع النهائي  |
| 2002-03 | الأول | 5    | المركز الثاني      |
| 2003-04 | الأول | 6    |                    |
| 2004-05 | الأول | 12   |                    |
| 2005-06 | الأول | 7    |                    |

## دولي
- Brasil: Andréia Suntaque، Kátia Teixeira.
- Portugal: Edite Fernandes.
- España: Sonia Bermúdez، Priscila Borja، Vanesa Gimbert، Auxiliadora Jiménez، Cristina Vega.